# Startmotor

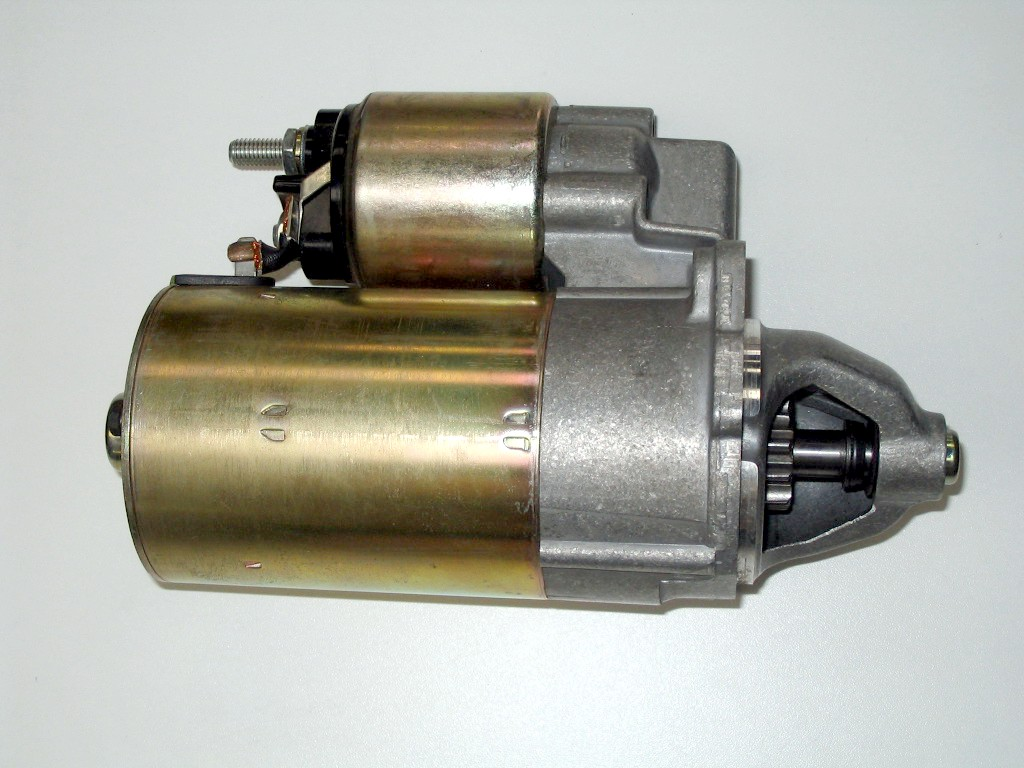
Startmotor met bovenop het startrelais

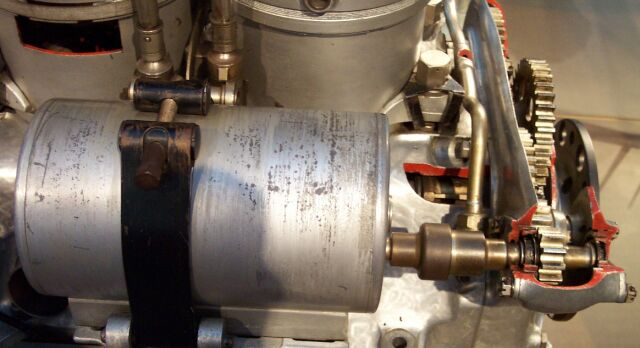
Startmotor van een luchtschip uit de jaren twintig

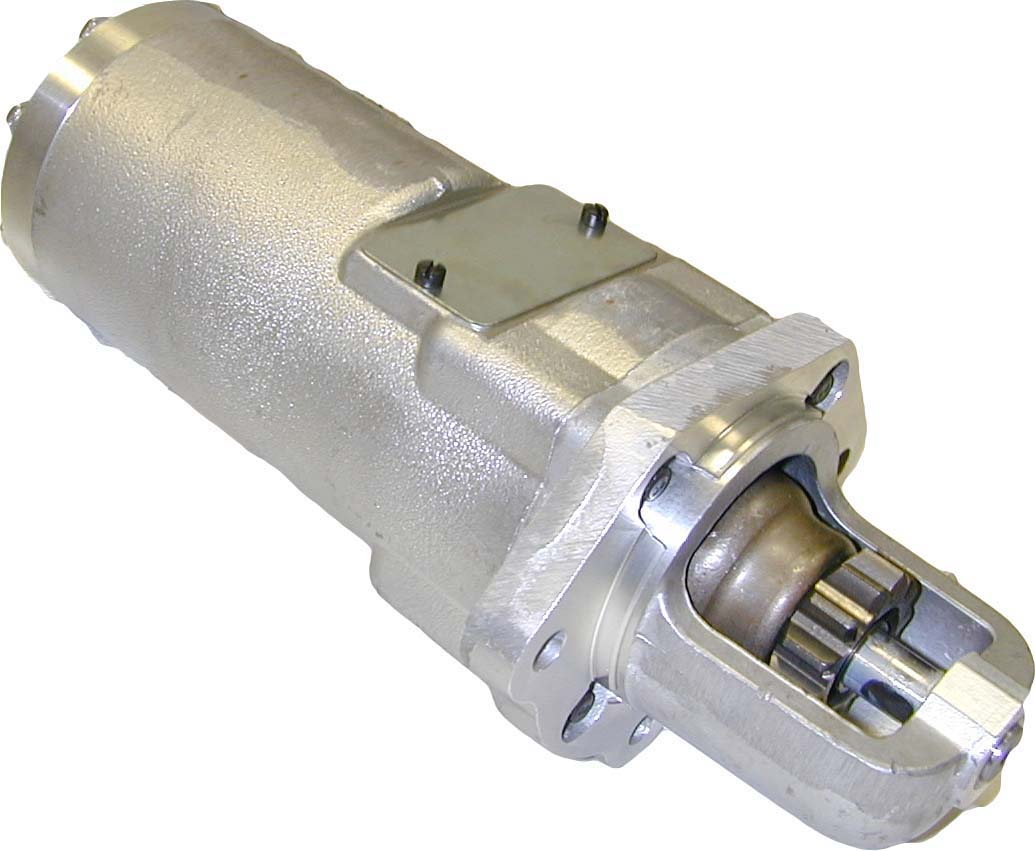
Hydraulisch aangedreven startmotor

Een startmotor is doorgaans een elektromotor die dient om een verbrandingsmotor te starten. De elektromotor wordt gevoed door een accu. In de regel is de startmotor voorzien van een starterrondsel dat in de vliegwielvertanding ingrijpt. Een startmotor heeft een hoge stroomsterkte nodig en daarom loopt de stroom niet via het contactslot. Gebruikelijk is dat het startcircuit van een auto is uitgerust met een relais dat door het contactslot wordt bediend. Bij oudere auto's wordt het circuit door een trekkoord ingeschakeld. De eerste auto's hadden geen startmotor maar moesten handmatig aangeslingerd worden.
Een elektrische startmotor is over het algemeen een gelijkstroommotor die voorzien is van een in serie geschakelde  veldwikkeling en ankerwikkeling. Dit type motor noemt men een seriemotor. Deze motoren hebben een hoog aanloopkoppel en de eigenschap dat het koppel zal toenemen bij een dalend toerental en maximaal is bij het inschakelen van de stroom bij een stilstaande motor. Door deze kenmerken is de seriemotor zeer geschikt als startmotor. Voor het ingrijpen van het starterrondsel in de vliegwielvertanding bestaan er verschillende constructies. Er zijn startmotoren met een verschuifbaar rondsel, maar ook startmotoren met een verschuifbaar anker, of startmotoren met een verschuifbaar rondsel met een voorschakelfase. Bij grote motoren is de startmotor soms uitgevoerd als een kleine verbrandingsmotor, met dezelfde functie als een elektrische startmotor.

## Werking
De meest gebruikte methode om het starterrondsel in de vliegwielvertanding te laten aangrijpen is door middel van een solenoïde. Door de solenoïde te bekrachtigen wordt een kern in een spoel getrokken, waardoor de schakelhefboom het starterrondsel op de starterkrans laat aangrijpen. Daarna sluit de solenoïdekern de ingebouwde schakelaar, waardoor de startmotor in werking treedt. Het draaiende startmotoranker drijft het starterrondsel over de steile schroefdraad tot de aanslag in de starterkransvertanding, waardoor de krachtoverbrenging tot stand komt. Het korte moment waarin het startmotoranker de verbinding met de starterkrans tot stand brengt, is voldoende om een krachtig draaimoment te ontwikkelen. Nadat de motor is aangeslagen, draait de starterkrans sneller dan het startmotoranker en treedt de vrijloopkoppeling in werking, zodat het startmotoranker niet met een ontoelaatbaar hoog toerental wordt aangedreven. Een eventueel gemonteerde ankerrem zorgt voor een snel uitschakelen en tot stilstand komen van het anker.

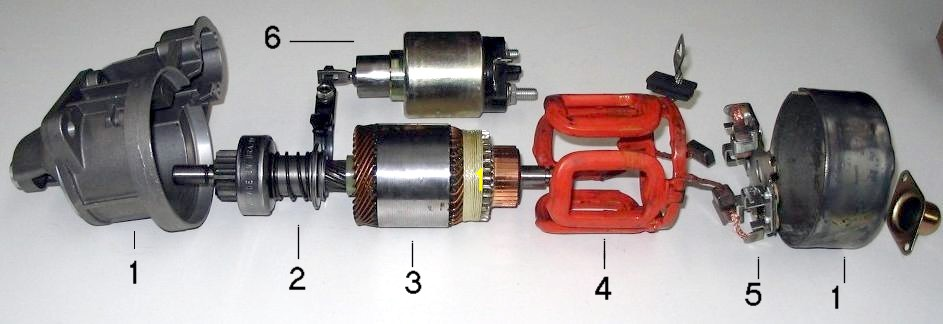
Onderdelen van een startmotor
1 Lagerschilden
2 Vrijloop met eensporige schroefaandrijving
3 Anker
4 Veldwikkeling
5 Borstelhouders met koolborstels
6 Solenoïde
De behuizing is weggelaten.

## Hydraulisch aangedreven startmotor
Sommige dieselmotoren van 6-16 cilinders worden gestart met een hydraulisch aangedreven motor. Hydraulisch aangedreven startmotoren worden gebruikt voor onder andere generatoren, reddingsbootmotoren en offshore brandspuitmotoren. Een hydraulisch aangedreven startmotor kan met de hand bediend worden.